# Blacksmith Scene
Blacksmith Scene è un cortometraggio muto del 1893 diretto da William K. L. Dickson. Dura 34 secondi e mostra tre fabbri al lavoro.
Il film fu prodotto per essere visto usando il kinetoscopio di Thomas Edison.
Nel 1995 è stato scelto per essere conservato nel National Film Registry della Biblioteca del Congresso degli Stati Uniti. Dopo Newark Athlete (1891) è il film più vecchio ad essere presente nel Registry.

## Produzione
Il film fu prodotto negli Stati Uniti dalla Edison Manufacturing Company.

## Distribuzione
Il film fu mostrato a New York il 9 maggio 1893 e ancora il 14 aprile 1894 dalla Edison Manufacturing Company. Il 17 ottobre 1894 la Continental Commerce Company lo presentò anche a Londra.